# Solenopsis gallardoi
Solenopsis gallardoi é uma espécie de formiga do gênero Solenopsis, pertencente à subfamília Myrmicinae.